# شرق الحد (مدينة)
شرق الحد هي مدينة جديدة في شرق مدينة الحد بمحافظة المحرق في البحرين. وقد بُدِءَ بدفن البحر لبناء الوحدات السكنية في الربع الأول من عام 2012، وأنتهت مرحلة الدفن في نوفمبر 2012. هذا ومن المفترض أن يتسع المشروع إلى 4500 وحدة سكنية. على أن يبدأ ببناء 1500 وحدة سكنية وذلك بتمويل من برنامج التنمية الخليجي. وابتدئ ببناء 482 وحدة سكنية في عام 2013. تجهزت أول 482 وحدة سكنية في شرق الحد وفتحت للساكنين في عام 2018.